# Anne Marie Beretta
Pour les articles homonymes, voir Beretta (homonymie).
Anne Marie Beretta, née le 24 septembre 1937 à Béziers, est une styliste et créatrice de mode française. Elle est souvent caractérisée d'« architecte du vêtement ».

## Biographie
Anne-Marie Beretta naît le 24 septembre 1937 à Béziers, d'Adolphe et Marthe Bousquet. En 1957, à l'âge de 20 ans, encouragée par Roger Bauer, elle quitte sa ville natale pour se rendre à Paris,  dans le but d'approfondir sa carrière dans la mode.
Elle travaille alors rapidement avec des grands noms du stylisme. Dans les années 1950, Anne-Marie Beretta collabore avec Antonio Castillo, dessinant des costumes pour le théâtre. Elle travaille également pour Jacques Esterel jusqu'en 1965, date à laquelle elle collabore avec Pierre d'Alby pour le lancement d'une ligne de robes en lin brun, qui reçoit des critiques positives. Elle commence à expérimenter des textiles plus innovants à partir de la fin des années 1970. Elle dessine ensuite pour Georges Edelman, un vêtement de pluie Ramosport, avec lequel, dans les années 1980, elle a révolutionné le concept d'imperméable, ainsi que  pour Bercher,.
En 1974, après presque vingt ans de pratique, Anne-Marie Beretta fonde sa propre marque de prêt-à-porter. Son style de dessin, sérieux et sombre, dérive de sa vision des robes comme "sculptures mobiles". Elle a également consacré sa créativité à la production de vêtements de ski, et dessiné une collection de vêtements élégants et sur mesure pour Marina Rinaldi et pour Max Mara, en particulier des « manteaux amples et luxueux »,,. Les créations Beretta se distinguent par l'asymétrie des lignes et le jeu des proportions : elle est passée des manteaux à col large au pantalon jusqu'au milieu du mollet,.
Ses peintures et objets utilitaires ont été exposés à Paris entre 1995 et 1997.

## Distinctions
En 1986, Anne-Marie Beretta a reçu le titre honorifique de Chevalier des Arts et des Lettres. Elle a aussi été reconnue Meilleur ouvrier de France.

## Vie privée
Elle est mariée à Sandro Beretta avec qui elle a eu un enfant.

## Distinctions
- Chevalière de l'ordre des Arts et des Lettres